# Ermelinda Meksi
Ermelinda Meksi (* 5. Januar 1957) ist eine albanische Politikerin.

## Werdegang
Meksi studierte Wirtschaftswissenschaft an der Universität Tirana, an der sie 1979 mit einem Diplom graduierte und anschließend einen Doktortitel erwarb. In der Folge gehörte sie zum akademischen Personal der Hochschule, an der sie zur Professorin berufen wurde.
Bei der Parlamentswahl im März 1992 wurde Meksi für die Partia Socialiste e Shqipërisë erstmals ins albanische Parlament gewählt, als nach dem Zusammenbruch der von Enver Hoxha etablierten kommunistisch orientierten Diktatur und den ersten, noch eingeschränkten Wahlen erstmals pluralistische Wahlen stattfanden. Nach der Parlamentswahl 1997 übernahm die Partei die parlamentarische Mehrheit, und Meksi wurde von Premierminister Fatos Nano als Staatsministerin unter Außenminister Paskal Milo ins Kabinett berufen. 1998 trat Nano zurück, unter Nachfolger Pandeli Majko wechselte sie an die Spitze des Wirtschaftsministerium. Dort blieb sie auch unter Majkos Nachfolger Ilir Meta im Amt. Zwar wurde die Regierung bei der Parlamentswahl 2001 trotz deutlichen Verlusten bestätigt, dennoch musste Meta nach internen Querelen innerhalb der Sozialistischen Partei Anfang 2002 zurücktreten. Anschließend wurde Majko erneut Premierminister, kam aber ebenfalls mit Parteiführer Nano in Konflikt, und die Regierung hielt nur bis Juli des Jahres.
Nano übernahm im Sommer 2002 erneut das Amt des Premierministers, zeitweise war Meksi in der Folge dessen Stellvertreterin. Zum 31. Januar 2003 startete Albanien die Verhandlungen über ein Stabilisierungs- und Assoziierungsabkommen mit der Europäischen Union. Hierfür wurde im Dezember des Jahres ein Ministerium für die europäische Integration gebildet, dessen Leitung Meksi bis zum Regierungswechsel in Folge der Parlamentswahl 2005 übernahm. Anschließend blieb sie auch nach der Parlamentswahl 2009 als Abgeordnete im Parlament, ehe sie 2011 nach der Wahl in den Aufsichtsrat der Zentralbank Banka e Shqipërisë ihr Mandat niederlegte. Im Juli 2016 wurde sie von Arben Malaj im Aufsichtsrat abgelöst.
Während ihrer Tätigkeit als Ministerin sowie für die albanische Zentralbank nahm Meksi verschiedene, insbesondere damit zusammenhängende Tätigkeiten wahr. Dabei war sie unter anderem Gouverneurin der Europäischen Bank für Wiederaufbau und Entwicklung, Chefverhändlerin für die Aufnahme Albaniens in die Welthandelsorganisation und Aufsichtsrätin der Universität Marin Barleti.
Seit 2016 arbeitet Meksi als Stellvertretende Koordinatorin und Leiterin Wirtschaftsaktivitäten im Office of the Co-ordinator of OSCE Economic and Environmental Activities.